# Murrells Inlet
Murrells Inlet é uma Região censo-designada localizada no estado norte-americano de Carolina do Sul, no Condado de Georgetown.

## Demografia
Segundo o censo norte-americano de 2000, a sua população era de 5519 habitantes.

## Geografia
De acordo com o United States Census Bureau tem uma área de
19,4 km², dos quais 19,0 km² cobertos por terra e 0,4 km² cobertos por água.

## Localidades na vizinhança
O diagrama seguinte representa as localidades num raio de 16 km ao redor de Murrells Inlet.